# Centro Andaluz de Biología Molecular y Medicina Regenerativa
El Centro Andaluz de Biología Molecular y Medicina Regenerativa (CABIMER) es un centro de investigación público español dedicado al ámbito de la biomedicina, que desarrolla tanto investigación básica como aplicada. Su sede está en el Parque Científico Tecnológico Cartuja 93, en Sevilla. La gestión del centro estatal se realiza a través de un proyecto conjunto de distintas consejerías de la Junta de Andalucía, así como la Universidad de Sevilla, la Universidad Pablo de Olavide y el Consejo Superior de Investigaciones Científicas (CSIC).

## Historia
En 2006, el gobierno de José Luis Rodríguez Zapatero y la Junta de Andalucía inauguran el Centro Andaluz de Biología Molecular y Medicina Regenerativa (CABIMER). Se crea así uno de los cuatro centros autorizados en España en ese momento para investigar con células madre embrionarias. El CABIMER fue un gran hito en el compromiso del gobierno para favorecer la investigación de células madre, constituyendo este centro la mayor instalación en España dedicada a la investigación en terapia celular y medicina regenerativa. 
El CSIC se encargó de la construcción del edificio de 9148 metros cuadrados, que supuso un coste de más de 8 millones de euros. Las consejerías andaluzas de Salud, Ciencia y Empresas, así como las dos universidades hispalenses (Universidad de Sevilla y Universidad Pablo de Olavide) financiaron la adecuación y el equipamiento del centro con otro desembolso de 8,5 millones de euros.

## Cargos directivos
Al inicio de su andadura en enero de 2006, el centro fue dirigido por el científico valenciano Bernat Soria. En julio de 2008, la dirección del centro pasó a manos del científico británico Shomi Bhattacharya; ya en 2016 el centro volvió a cambia su dirección la cual pasó a manos del reconocido científico español Andrés Aguilera. 
Comité Científico Asesor:
- Dr. Iqbal Ahmad (USA)
- Dr. Francisco Sánchez-Madrid (España)
- Dr. Douglas R. Green (USA)
- Dr. Pier Paolo di Fiore (Italia)
- Dr. Tony Kouzarides (UK)
- Dr. Roland Kanaar (Países Bajos)
- Dr. José M. García Verdugo (España)
- Dr. Manuel Serrano (España)
- Dr. Juan Valcárcel (España)
- Dr. Vivek Malhota (España)
- Dr. Ramón Gomis (España)

## Programas de Investigación
El CABIMER se estructura en cuatro departamentos dedicados a la biología celular y molecular; señalización celular; células madre, reprogramación y diferenciación celular y terapia celular y medicina regenerativa. Además de estos cuatro departamentos, en los cuales se agrupan más de 20 grupos de investigación, el centro cuenta con varias unidades de apoyo entre las que se encuentran: genómica, cultivos celulares, microscopía, citometría, organismos modelo, recursos biológicos, lavado y esterilización, isótopos y seguridad biológica, producción celular e histología. Cabe destacar también la disposición del centro de un unidad GMP (good manufacturing practices) encargada de asegurar la producción de productos farmacéuticos bajo los estrictos estándares de calidad.

## Sede
Avda. Americo Vespucio 24. 

Edif. CABIMER 

Parque Científico y Tecnológico Cartuja 

41092 Sevilla (España)